# Fishing Bridge Museum
Fishing Bridge Museum – jedno z centrów turystycznych na terenie Parku Narodowego Yellowstone w stanie Wyoming w Stanach Zjednoczonych.

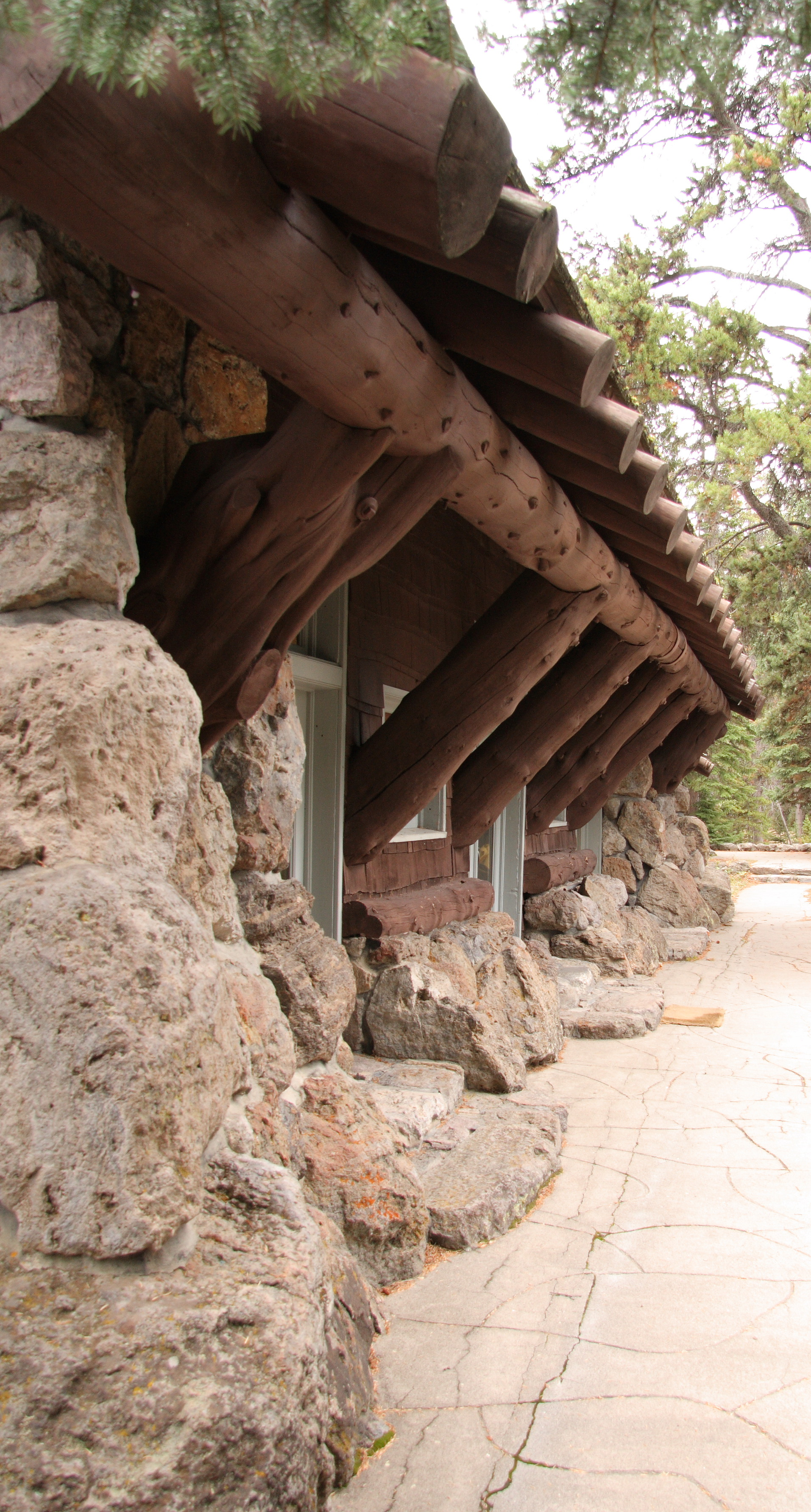
Fishing Bridge Museum proj. Herberta Maiera

Zarówno centrum turystyczne, w którym mieści się muzeum, jak i kemping oraz inne elementy infrastruktury turystycznej zlokalizowane w tym miejscu, określane są wspólną nazwą – Fishing Bridge.
Nazwa Fishing Bridge pochodzi od wybudowanego w 1902 roku mostu na rzece Yellowstone – miejsca bardzo popularnego wśród wędkarzy, niegdyś często wykorzystywanego do połowu pstrąga. Most wzniesiony z grubo ciosanych drewnianych pali nie jest już wykorzystywany do wędkowania; swój obecny kształt uzyskał po odbudowie w 1937 roku.
Centrum – podobnie do większej części parku – położone jest na kalderze Yellowstone, w ścisłym sąsiedztwie jeziora Yellowstone. Jest jednym z czterech głównych centrów turystycznych parku, posiadającym zaplecze gastronomiczne i hotelarskie. Znajdują się tam także: sklep z pamiątkami, księgarnia, centrum informacji turystycznej oraz pralnia.
Budynek muzeum, pochodzący z 1931 roku, został zaprojektowany przez Herberta Maiera i od 1987 roku jest zabytkiem narodowym. Charakterystyczne połączenie kamienia i drewnianych belek w budynku było wzorem kolejnych budowli w parkach narodowych na terenie całych Stanów Zjednoczonych. W muzeum zebrano zbiory dotyczące rybołówstwa oraz fauny występującej w Parku Narodowym Yellowstone. Na szczególną uwagę zasługuje kolekcja wypchanych ptaków.
Ponadto w muzeum można także obejrzeć film oraz kolekcję slajdów dotyczącą Fishing Bridge.